# Patrick Walker
Patrick Walker (* 20. Dezember 1959 in Carlow) ist ein ehemaliger irischer Fußballspieler, der mittlerweile als -trainer tätig ist. Seine Söhne Kevin und Robert Walker sind jeweils selbst Fußballspieler.

## Werdegang

### Spielerkarriere
Walkers Talent wurde als Schüler von einem Scout entdeckt. Daher verließ er 1976 seinen Heimatort und schloss sich dem FC Gillingham an. Im Oktober 1977 erhielt er seinen ersten Profivertrag, bei seinem Ligadebüt am 13. Januar 1978 gegen Colchester United erzielte er als Einwechselspieler den Treffer zum 1:1-Endstand. Für die Mannschaft lief er in den folgenden Jahren in der Third Division der Football League auf. Zudem wurde er, nachdem er bereits zehn Länderspiele für die irische Juniorennationalmannschaft bestritten hatte, im Sommer 1979 für das Turnier von Toulon in die irische U-21-Auswahl berufen, in der er sich jedoch nicht längerfristig etablieren konnte. Auch im Verein schaffte er nicht den längerfristigen Sprung in die Stammformation und unterstützte die Mannschaft um Spieler wie Billy Hughes, Steve Bruce, Micky Adams oder John Overton hauptsächlich als Ergänzungsspieler. Im Sommer 1981 verließ er Gillingham und spielte in der Folge kurzzeitig auf die irische Insel zurück und schloss sich dem irischen Hauptstadtklub Bohemians Dublin an, mit denen er unter Trainer Billy Young das irische Pokalfinale 1983 gegen die Sligo Rovers mit 1:2 verlor. Auch in Finnland hatte er zwei Engagements: 1980 spielte er für einige Zeit beim Erstligisten OTP Oulu, 1982 beim Drittligateam Käpylän Pallo.
Nachdem Walker in London seine aus Schweden stammende Frau kennengelernt hatte, entschloss er sich, 1983 in ihr Mutterland zu wechseln. Er schloss sich dem Göteborger Klub BK Häcken an, mit dem er jedoch am Ende der Spielzeit 1983 aus der Allsvenskan abstieg. Bis 1986 blieb er dem Klub in der zweiten Liga treu. Anschließend kehrte er in die Allsvenskan zurück, als er sich zur Spielzeit 1987 dem GIF Sundsvall anschloss. Nach drei Jahren stieg er auch mit seinem neuen Klub ab, schaffte aber mit der Mannschaft den direkten Wiederaufstieg. 1991 musste er seine Karriere verletzungsbedingt beenden.

### Trainerkarriere
Walker hatte bereits zu seiner Zeit beim FC Gillingham Trainerkurse der FA besucht. Direkt im Anschluss an sein Karriereende übernahm er das Training beim unterklassig antretenden Varbergs BoIS, bei dem seine Söhne ihre ersten fußballerischen Schritte taten. 1994 warb ihn der Zweitligist Kalmar FF ab. Mit der Mannschaft belegte er mit einem Punkt Rückstand hinter dem Göteborger Klub Örgryte IS den zweiten Platz und musste in der Relegation zum Aufstieg zur Allsvenskan antreten, dort setzte sich jedoch der Stockholmer Verein Hammarby IF durch. Nach einem vierten Platz in der folgenden Saison rutschte der Klub in der Spielzeit 1996 ans Tabellenende, so dass sich der Klub von ihm trennte.
1998 übernahm Walker das Traineramt beim Örebro SK und betreute die Mannschaft an der Seite von Sven Dahlkvist. Anschließend ging er zu seiner ehemaligen Spielstation GIF Sundsvall. Mit dem Klub erreichte er in der Spielzeit 2003 in den Relegationsspielen gegen BK Häcken den Klassenerhalt. Trotz eines siebten Platzes im Folgejahr entschied er sich, eine neue Herausforderung zu suchen und verließ den Klub zum Saisonende. Er kehrte zum Örebro SK zurück, der aus der ersten Liga zwangsabsteigen musste. Nach einem fünften Platz im ersten Jahr kehrte die Mannschaft als Tabellenzweiter der Zweitligasaison 2006 in die Erstklassigkeit zurück. Dort spielte Walker mit dem Klub gegen den Wiederabstieg und nach einigen mäßigen Resultaten entschied die Vereinsführung, ihn im August 2007 freizustellen.
Im Mai 2008 unterschrieb Walker beim norwegischen Klub Sandefjord Fotball einen Zwei-Jahres-Kontrakt. Am Saisonende stieg er mit der Mannschaft in die Tippeligaen auf, so dass die Vereinsführung im April 2009 seinen Vertrag frühzeitig bis Ende 2010 verlängerte. In der ersten Liga belegte er mit der Mannschaft den achten Tabellenplatz. Zwar stieg er mit der Mannschaft am Ende der Spielzeit 2010 in die Zweitklassigkeit ab, der Verein hielt dennoch an ihm fest. Nach einem schwachen Saisonstart in der Adeccoligaen in der folgenden Spielzeit entließ ihn jedoch der Klub, der ihn interimsweise durch Mikael Källström und später Arne Sandstø ersetzte.
Im August 2011 kehrte Walker als Trainer nach Schweden zurück. Bei Assyriska Föreningen übernahm er das Amt von Göran Marklund, der den zu Malmö FF gewechselten Rikard Norling interimsweise ersetzt hatte.